# Javier Viñas
Javier Viñas (...) è un attore e doppiatore spagnolo.

## Biografia
Inizia la sua carriera comparendo in alcuni film in Spagna, tra i quali La patria del Rata del 1980.
Lavora per la co-produzione italo-spagnola La moglie in bianco... l'amante al pepe (1981), al fianco di Lino Banfi e Pamela Prati.
Al termine degli anni ottanta passa al doppiaggio, prestando la sua voce a personaggi dei cartoni animati, ma anche a David Caruso per la versione spagnola di CSI: Miami.

## Filmografia

### Cinema
- La boda del señor cura, regia di Rafael Gil (1979)
- Adiós, querida mamá, regia di Francisco Lara Polop (1980)
- La moglie in bianco... l'amante al pepe, regia di Michele Massimo Tarantini (1981)
- La patria del rata, regia di Francisco Lara Polop (1981)

### Televisione
- Teatro breve – serie TV, 1 episodio (1980)
- Historias para no dormir – serie TV, episodio 3x03 (1982)
- Veraneantes –  serie TV, 4 episodio (1985)
- Rosa, la lluita – serie TV, episodio 1x07 (1996)
- Estació d'enllaç – serie TV, episodio 4x12 (1997)
- La casa de los líos – serie TV, episodi 2x04-3x19-5x08 (1997-1999)
- Pepe Carvalho – serie TV, episodio 1x02 (1999)
- La ley y la vida – serie TV, episodio 1x08 (2000)
- Temps de silenci – serie TV, episodio 1x11 (2001)
- Només per tu, regia di Jordi Cadena – film TV (2001)
- Un dia, una nit, regia di Enric Alberich – film TV (2006)

## Doppiaggio
- David Caruso in CSI: Miami
- Richard Redlin in The Mentalist